# Vierlinden
Vierlinden (letteralmente: "quattro tigli") è un comune di 1 519 abitanti del Brandeburgo, in Germania.

Appartiene al circondario del Märkisch-Oderland ed è parte della comunità amministrativa Seelow-Land.
Non esiste alcun centro abitato denominato "Vierlinden": si tratta pertanto di un comune sparso.

## Storia
Il comune di Vierlinden venne creato il 26 ottobre 2003 dalla fusione dei comuni di Diedersdorf, Friedersdorf, Marxdorf e Worin.

## Geografia antropica
Il territorio comunale è suddiviso nelle seguenti frazioni:
- Alt Rosenthal (con la località Vorwerk);
- Diedersdorf (con la località Waldsiedlung);
- Friedersdorf (con la località Ludwigslust);
- Görlsdorf (con la località Hufen);
- Marxdorf;
- Neuentempel (con la località Hedwigshof);
- Worin.